# Нікогайос Цахкарар
Нікогайос Цахкарар або Меланавор(нар. ? — пом. 1693) — кримський вірменський художник-мініатюрист, палітурник, ювелір і каліграф 17 століття.

## Біографія
Мешкав у Криму — де, ймовірно, і народився (дата невідома). Працював у скрипторії феодосійської церкви Сурб Саркіс, у дворі якої і похований. У 1686 році під час епідемії загинули дружина і дві доньки Цахкарара. Він замовив у пам'ять про них хачкар, який зберігся на внутрішній стіні притвору Сурб Саркіс.
З 1691 року викладав мистецтво каліграфії та книжкової мініатюри в школі при новій вірменській церкві у Бахчисараї. Помер 1693 року. Тільки у Матенадарані зберігаються 29 рукописів із підписом майстра.